# Wenceslaus II van Zator
Wenceslaus II van Zator (circa 1450/1455 - 5 oktober 1487) was van 1468 tot 1487 medehertog van Zator. Hij behoorde tot de Silezische tak van het huis Piasten.

## Levensloop
Wenceslaus II was de tweede zoon van hertog Casimir I van Auschwitz en diens echtgenote Margaretha Kopczowska, dochter van Urban Kopczowski, een edelman uit het hertogdom Siewierz.
Na de dood van zijn vader in 1465 erfde hij samen met zijn oudere broer Casimir II en zijn jongere broers Jan V en Wladislaus het hertogdom Zator. In 1474 verdeelden de vier broers het hertogdom Zator in twee delen, met als natuurlijke grens de Skawa-rivier. Wenceslaus II en Casimir II kregen het oostelijke deel, Jan V en Wladislaus het westelijke. Ook de stad en het slot van Zator, die zich aan de Skawa bevonden, werden onderling verdeeld. 
In 1487 stierf Wenceslaus II, ongehuwd en kinderloos. Zijn deel van het oostelijke gebied van het hertogdom Zator werd geërfd door zijn broer Casimir II. 